# 1. deild islandzka w piłce nożnej (1985)
Sezon 1985 był 74. sezonem o mistrzostwo Islandii. Drużyna Akraness nie obroniła tytułu mistrzowskiego, zdobył go natomiast zespół Valur, zdobywając trzydzieści osiem punktów w osiemnastu meczach. Po sezonie spadły zespoły Þróttur Reykjavík i Víkingur Reykjavík.

## Drużyny
Po sezonie 1984 z ligi spadły zespoły Breiðablik i KA Akureyri, z 2. deild awansowały natomiast drużyny FH i Víðir Garður.
| Uczestnicy poprzedniej edycji                                                                                 | Uczestnicy poprzedniej edycji | Uczestnicy poprzedniej edycji | Uczestnicy poprzedniej edycji |
| --- | ----------------------------- | ----------------------------- | ----------------------------- |
| ÍA | Akraness                      | 1                             |                               |
| VAL | Valur                         | 2                             |                               |
| ÍBK | Keflavík                      | 3                             |                               |
| KRE | KR                            | 4                             |                               |
| VÍR | Víkingur Reykjavík            | 5                             |                               |
| FRA | Fram                          | 6                             |                               |
| ÞÓR | Þór Akureyri                  | 7                             |                               |
| ÞRR | Þróttur Reykjavík             | 8                             |                               |
| Awans z 2. deild                                                                                              |                               |                               |                               |
| FH | FH                            | 1                             |                               |
| VGA | Víðir Garður                  | 2                             |                               |
| Oznaczenia: - kolumna pierwsza – skróty nazw drużyn, - kolumna trzecia – miejsce zajęte w poprzednim sezonie. |                               |                               |                               |

## Tabela
| Lp. | Drużyna                | M  | Z  | R | P  | Bramki | Bramki | Różn. | Pkt | Uwagi                                    |
| --- | ---------------------- | -- | -- | - | -- | ------ | ------ | ----- | --- | ---------------------------------------- |
| 1   | Valur (M)              | 18 | 11 | 5 | 2  | 28     | 12     | +16   | 38  | Puchar Europy • I runda                  |
| 2   | Akraness               | 18 | 11 | 3 | 4  | 37     | 20     | +17   | 36  | Puchar UEFA • 1/32 finału                |
| 3   | Þór Akureyri           | 18 | 11 | 2 | 5  | 33     | 21     | +12   | 35  |                                          |
| 4   | Fram                   | 18 | 10 | 4 | 4  | 37     | 26     | +11   | 34  | Puchar Zdobywców Pucharów • 1/16 finału1 |
| 5   | Keflavík               | 18 | 9  | 2 | 7  | 31     | 23     | +8    | 29  |                                          |
| 6   | KR                     | 18 | 8  | 5 | 5  | 32     | 26     | +6    | 29  |                                          |
| 7   | FH                     | 18 | 5  | 2 | 11 | 23     | 41     | −18   | 17  |                                          |
| 8   | Víðir Garður           | 18 | 4  | 4 | 10 | 21     | 38     | −17   | 16  |                                          |
| 9   | Þróttur Reykjavík (S)  | 18 | 3  | 4 | 11 | 18     | 32     | −14   | 13  | Spadek do 2. deild                       |
| 10  | Víkingur Reykjavík (S) | 18 | 2  | 1 | 15 | 17     | 38     | −21   | 7   | Spadek do 2. deild                       |

## Wyniki
| Gospodarz \ Gość   | ÍA  | FRA | FH  | KRE | ÍBK | VAL | VÍR | VGA | ÞRR | ÞÓR |
| Akraness           |     | 6:2 | 2:3 | 1:3 | 1:2 | 0:0 | 1:0 | 7:0 | 1:0 | 2:1 |
| Fram               | 2:3 |     | 2:0 | 4:1 | 3:1 | 2:2 | 2:0 | 2:1 | 1:1 | 2:1 |
| FH                 | 0:3 | 1:5 |     | 1:1 | 1:1 | 1:2 | 4:3 | 2:3 | 2:0 | 0:2 |
| KR                 | 1:1 | 1:1 | 3:1 |     | 0:2 | 1:2 | 2:1 | 1:1 | 4:3 | 3:2 |
| Keflavík           | 2:3 | 3:0 | 1:3 | 1:1 |     | 1:2 | 3:1 | 4:0 | 2:1 | 3:1 |
| Valur              | 0:0 | 0:0 | 3:0 | 1:0 | 1:0 |     | 1:0 | 3:1 | 2:1 | 3:0 |
| Víkingur Reykjavík | 2:3 | 0:3 | 3:2 | 0:2 | 2:3 | 2:1 |     | 0:1 | 1:3 | 1:2 |
| Víðir Garður       | 0:2 | 3:4 | 0:1 | 0:2 | 1:2 | 1:1 | 3:0 |     | 3:2 | 0:2 |
| Þróttur Reykjavík  | 0:1 | 0:2 | 1:0 | 1:5 | 1:0 | 0:3 | 0:0 | 2:2 |     | 0:0 |
| Þór Akureyri       | 2:0 | 2:0 | 6:1 | 3:1 | 1:0 | 2:1 | 2:1 | 1:1 | 3:2 |     |

Źródło:  (ang.)
Objaśnienia:
1Drużyna gospodarzy jest wymieniona po lewej stronie tabeli.
Kolory: zielony – zwycięstwo gospodarzy, żółty – remis, różowy – zwycięstwo gości.

## Najlepsi strzelcy
| Bramki | Strzelcy               | Drużyna      |
| ------ | ---------------------- | ------------ |
| 13     | Ómar Torfason          | Fram         |
| 12     | Ragnar Margeirsson     | Keflavík     |
| 12     | Guðmundur Þorbjörnsson | Valur        |
| 11     | Hörður Jóhannesson     | Akraness     |
| 10     | Guðmundur Steinsson    | Fram         |
| 9      | Halldór Áskelsson      | Þór Akureyri |
| 8      | Guðmundur Torfason     | Fram         |
| 7      | 4 zawodników           | 4 zawodników |
| 6      | 3 zawodników           | 3 zawodników |
| 5      | 4 zawodników           | 4 zawodników |